# IC 1394
IC 1394 је галаксија у сазвјежђу Пегаз која се налази на листи објеката дубоког неба у Индекс каталогу.
Деклинација објекта је + 14° 38' 1" а ректасцензија 21h 40m 12,9s. Привидна величина (магнитуда) објекта IC 1394 износи 14,2 а фотографска магнитуда 15,2. IC 1394 је још познат и под ознакама MCG 2-55-6, CGCG 427-11, NPM1G +14.0522, PGC 67145.